# Etienne Sakr
Étienne Saqr (Sakr, Sacre; arab. إتيان صقر, znany też jako Abu Arz – „Ojciec Cedrów”; ur. 1937) – polityk libański, maronita, przywódca nacjonalistycznej organizacji Strażnicy Cedrów.
Etienne Sakr urodził się w 1937 r. w Ajn Ibil na południu Libanu, jego ojciec, Caesar był dyrektorem szkoły. W 1962 roku Etienne otrzymał stanowisko w kancelarii prezydenta Fuada Szihaba, a następnie w libańskiej Surete Générale (służbach bezpieczeństwa). W tym okresie ożenił się z Alexandrą, pochodzącą z Zahle, z którą ma dwie córki: Pascal i Carole oraz syna, Arza. Oburzony podpisaniem w listopadzie 1969 r. przez rząd libański porozumienia kairskiego, porzucił służbę publiczną i podjął działalność biznesową. Został zwolennikiem fenicjanizmu, czyli poglądu o etnicznej i kulturowej odrębności Libańczyków w stosunku do Arabów.
Pod wpływem umacniania się wpływów palestyńskich w Libanie, udał się w 1974 roku do Baalbek w celu zakupu broni i zorganizowania nacjonalistycznej grupy zbrojnej, przeznaczonej do walki z Palestyńczykami. W następnym roku grupa została formalnie powołana jako Strażnicy Cedrów (Hiraz Al-Arz). Organizacja ta wystawiła uzbrojone oddziały liczące około 1000 żołnierzy i bezpośrednio zaangażowała się w konflikt, który rozgorzał w Libanie w 1975 roku. Strażnicy Cedrów zdobyli rozgłos ze względu na okazywaną odwagę i bezwzględne działanie na polu bitwy. Sakr nawiązał współpracę z przywódcami Sił Libańskich, ale starał się unikać udziału w wewnętrznych walkach. Opowiadał się za bliskim sojuszem z Izraelem. Sympatyzował z gen. Michelem Aounem. Gwałtownie sprzeciwiał się porozumieniu z Taif i hegemonii Syrii. W 1990 roku wraz z rodziną był przetrzymywany w areszcie domowym przez Siły Libańskie. Wkrótce potem został zmuszony opuścić Bejrut i osiedlił się w południowym Libanie, kontrolowanym przez Izraelczyków. W 2000 r. zbiegł do Izraela. Sakr został przez libański sąd skazany zaocznie na śmierć pod zarzutem zdrady („współpracy z syjonistycznym wrogiem").